# Kerfourn
Kerfourn (tiếng Breton: Kerforn) là một xã ở tỉnh Morbihan trong vùng Bretagne tây bắc Pháp. Xã này có diện tích 19,46 km², dân số năm 1999 là 724 người. Khu vực này có độ cao từ 92-138 mét trên mực nước biển.
Cư dân của Kerfourn danh xưng trong tiếng Pháp là Kerfournois.